# 帕洛瑪·加西亞·奧韋赫羅
帕洛瑪·加西亞·奧韋赫羅（西班牙語：Paloma García Ovejero），為一名西班牙記者及編輯，曾為梵蒂岡以及義大利的報社服務過，現為候任聖座新聞室副主任，以代替同樣即將在2016年8月1日升任聖座新聞室主任的格雷格·柏克之職務。她也是聖座新聞室首度出現的女性主管。

## 簡傳
1975年，帕洛瑪·加西亞·奧韋赫羅出生在西班牙馬德里。當她在於1998年畢業於马德里康普顿斯大学（Universidad Complutense）的新聞系後，就於紐約大學專攻傳播策略管理學系。自1998年起，帕洛瑪·加西亞在西班牙的Cadena Cope電台頻道擔任編輯和節目主播等職務。於2012年起為意大利和梵蒂岡城國擔任記者。
2016年，由於前任新聞室主任隆巴爾迪神父屆齡退休，帶來了一連串的人事異動。帕洛瑪·加西亞·奧韋赫羅接替升任主任的前副主任格雷格·柏克，成為該部門頭一位女性主管。